# Yungblud
Dominic Richard Harrison (n. 5 august 1997, Doncaster, Anglia, Regatul Unit), cunoscut profesional ca Yungblud, este un cântăreț, compozitor și actor englez. În 2018, și-a lansat EP-ul de debut Yungblud, urmat de primul său album complet, intitulat 21st Century Liability⁠(d). În 2019, și-a lansat cel de-al doilea EP, The Underrated Youth, iar în anul următor, a lansat al doilea album de studio, Weird!⁠(d), care a ajuns pe primul loc în topul UK Albums Chart și pe locul 75 în Billboard 200 american. Al treilea album al său, intitulat Yungblud⁠(d), ca și primul EP, a fost lansat în 2022 și a ajuns pe locul 1 în UK Album Charts, pe locul 45 în Billboard 200 și pe locul 7 în clasamentul Top Rock Albums⁠(d) din SUA. Al patrulea său album, Idols⁠(d), a intrat direct pe prima poziție în UK Albums Chart.

## Copilăria
Harrison s-a născut pe 5 august 1997, în Doncaster, South Yorkshire, în familia Samanthei și a lui Justin Harrison. Are două surori mai mici, Jemima și Isobel.
Harrison a fost diagnosticat cu tulburare hiperchinetică cu deficit de atenție (ADHD) la o vârstă fragedă, ceea ce, din cauza lipsei de sprijin adecvat pentru diagnosticul său, l-a făcut să fie un elev problematic. A fost suspendat de la Ackworth School⁠(d) după ce un prieten l-a provocat să-i arate fundul⁠(d) profesorului de matematică. Harrison a afirmat că a fost un copil cu păreri puternice și că simțea că energia lui era adesea înțeleasă greșit.
A învățat la Arts Educational Schools⁠(d) din Londra.

## Cariera
Înainte de a-și începe cariera muzicală, Harrison a fost actor, apărând în serialele TV Emmerdale⁠(d) și The Lodge⁠(d).

### 2017–2018: EP-ulYungblud
Pe 7 aprilie 2017, Harrison a lansat primul său single, „King Charles”. Pe 15 septembrie 2017, a lansat „I Love You, Will You Marry Me”, un cântec despre o poveste de dragoste sumbră, modernă.
Pe 10 noiembrie 2017, a lansat „Tin Pan Boy”, o melodie despre proiectul de construcție de la Tin Pan Alley⁠(d), o zonă importantă pentru muzicienii din Londra. Pe 19 ianuarie 2018, a lansat EP-ul, Yungblud (scris cu litere mari) care includea cele trei single-uri de la începutul anului.

### 2018–2019:21st Century LiabilityșiThe Underrated Youth

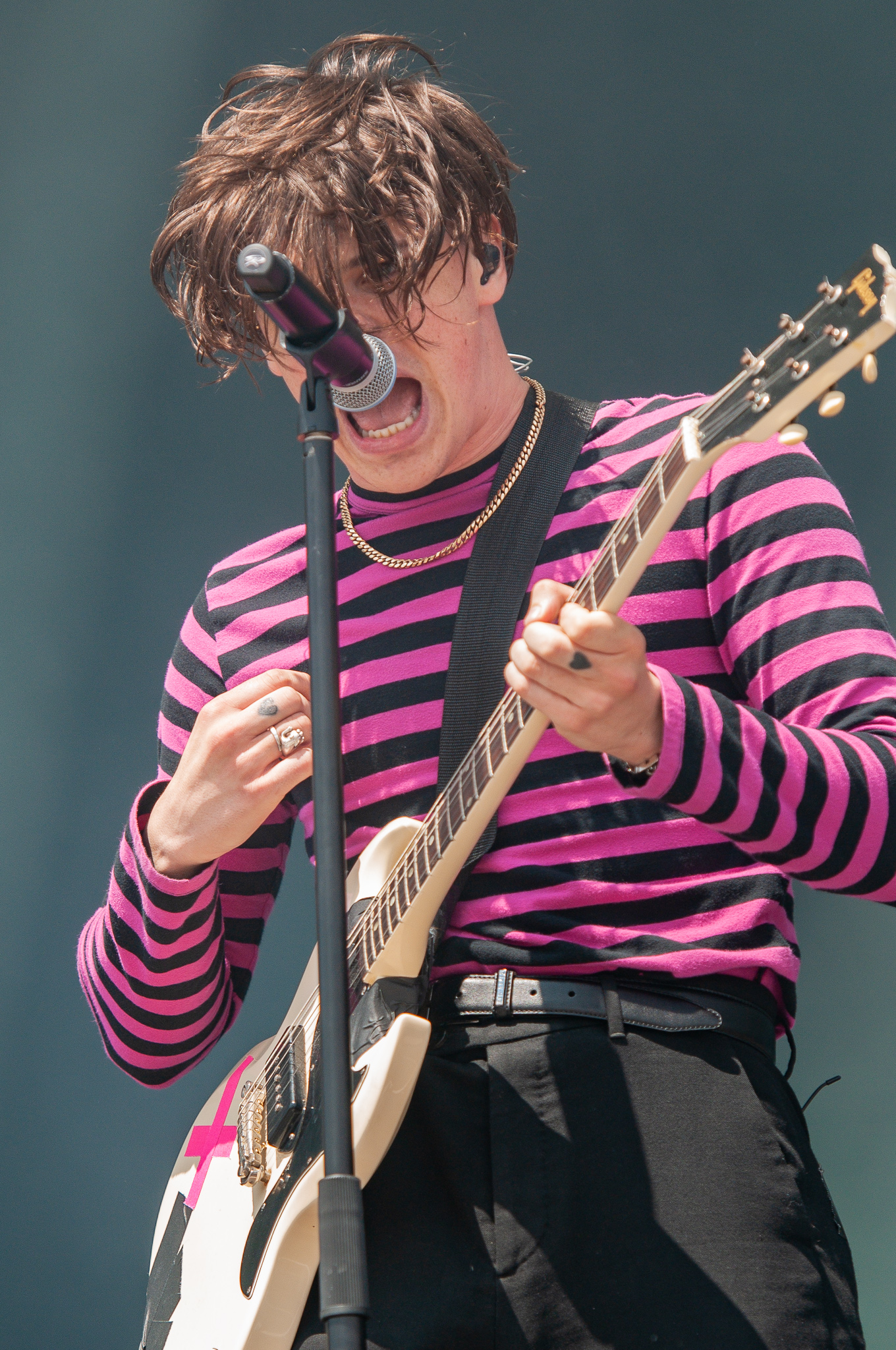
Yungblud cântând la Rock in the Park în 2018

Pe 19 ianuarie 2018, a lansat și piesa „Polygraph Eyes” de pe EP, o melodie despre agresiunea sexuală împotriva fetelor. Într-un interviu acordat revistei Harper's Bazaar, el a declarat că „trebuie să se vorbească despre asta dintr-o perspectivă masculină, ca să se dilueze și să se spargă rahatul mentalității ăsteia de băiețaș care este acceptată de atâta vreme”. Între 12 și 30 martie 2018, a fost artist de suport pentru K.Flay⁠(d) în turneul ei „Everywhere Is Somewhere”. Pe 14 martie 2018, a lansat pe YouTube videoclipul pentru „Polygraph Eyes”.
Pe 6 iulie, Harrison și-a lansat primul album, 21st Century Liability⁠(d). În iulie 2018, a plecat în turneu în Statele Unite, și a cântat la mai multe evenimente în cadrul Vans Warped Tour⁠(d). Pe 10 august a lansat un EP care conține șapte versiuni acustice ale cântecelor de pe 21st Century Liability, sub titlul Yungblud (Unplugged). În august 2018, a fost lansat videoclipul pentru „Falling Skies” cu Charlotte Lawrence⁠(d), de pe coloana sonoră a sezonului 2 a serialului Netflix 13 Reasons Why. Din 20 septembrie 2018 până în 20 aprilie 2019, a efectuat un turneu de promovare a albumului său de debut, având alături pe Arrested Youth în evenimentele din SUA și pe Carlie Hanson⁠(d) la cele din Regatul Unit și din Europa.
Pe 17 ianuarie 2019, a lansat single-ul „Loner”. Pe 14 februarie 2019, a lansat single-ul „11 Minutes⁠(d)” cu Halsey și Travis Barker⁠(d), împreună cu videoclipul aferent. Din punct de vedere liric, melodia este despre o relație care eșuează din cauza autosabotajului. El și-a lansat primul album live, Yungblud (Live in Atlanta), pe 22 martie 2019.
Între 3 mai și 31 august 2019, s-a implicat în turneul „Don’t Wanna Be a Loner”, incluzând câteva apariții în festivaluri. „Parents” a fost primul single lansat de pe EP-ul The Underrated Youth. A fost lansat pe 24 mai 2019 și descris de Yungblud drept un cântec despre individualism. „I Think I'm Okay⁠(d)” a fost lansat de Machine Gun Kelly, Harrison și Travis Barker pe 7 iunie 2019. Pe 26 iulie 2019, Yungblud a fost inclus în coloana sonoră pentru Fast & Furious: Hobbs & Shaw cu un cover al piesei „Time in a Bottle⁠(d)” a lui Jim Croce⁠(d). Pe 29 iulie 2019, single-ul „Hope For the Underrated Youth” a fost lansat în premieră la BBC Radio 1⁠(d) în emisiunea Future Sounds a lui Annie Mac⁠(d), pe care aceasta a anunțat-o drept „cel mai fierbinte disc din lume”.
„Original Me” cu Dan Reynolds de la Imagine Dragons a apărut în octombrie 2019. Ei au cântat melodia în direct la The Late Show with Stephen Colbert⁠(d) pe 23 octombrie. EP-ul The Underrated Youth al lui Yungblud a fost lansat pe 18 octombrie 2019, după unele întârzieri.
Harrison a anunțat pe 17 mai 2019 că este în curs de creare a unei cărți de benzi desenate intitulată Twisted Tales of the Ritalin Club (lit. Povești încâlcite al clubului Ritalin) care urma a fi lansată în octombrie 2019. A participat la MCM Comic Con⁠(d) pe 25 octombrie 2019 pentru a promova cartea.
Pe 31 octombrie 2019, a fost lansat videoclipul pentru piesa „Die a Little” de pe coloana sonoră a filmului 13 Reasons Why. Videoclipul a fost gândit ca o afirmație în favoarea conștientizării sănătății mintale.
Într-un interviu acordat postului de radio Capital FM⁠(d), Blackbear⁠(d) a dezvăluit că a avut o colaborare cu Harrison și Marshmello, pentru o piesă intitulată „Tongue Tied⁠(d)” care urma a fi lansată pe 13 noiembrie. „Tongue Tied” a fost lansat în acea zi pe YouTube alături de videoclipul muzical, cu Joey King în rolul principal.

### 2019–2021:Weird!
Yungblud a fost nominalizat la patru premii NME: „cel mai bun artist britanic”, „cel mai bun videoclip muzical” pentru „Original Me”, „cel mai bun artist solo din lume” și „cea mai bună colaborare”, tot pentru „Original Me”. A câștigat „cel mai bun videoclip muzical” pentru „Original Me”. Pe 4 martie 2020, Harrison a anunțat că și-a anulat turneul din Asia din cauza pandemiei de COVID-19. Organizatorii Coachella au anunțat apoi că au amânat festivalul de muzică din aprilie până în octombrie, tot din cauza pandemiei de COVID-19. După ce spectacolele sale au fost anulate, a lansat spectacolul Yungblud, astfel încât să le poată oferi fanilor săi o experiență de concert.
Pe 22 aprilie 2020, a lansat Weird!. Pe 16 iulie, a fost lansat „Strawberry Lipstick”. Weird!⁠(d), inițial programat să fie lansat pe 13 noiembrie 2020, dar amânat până pe 5 decembrie 2020.
Pe 9 ianuarie 2021, a participat la evenimentul online „A Bowie Celebration: Just for One Day”, cu un cover al piesei „Life on Mars?⁠(d)” a lui David Bowie. Pe 18 februarie 2021, coverul live a fost ales drept coloană sonoră pentru amartizarea roverului Perseverance al NASA.

### 2021–2022:Yungblud
Pe 19 august 2021, și-a lansat single-ul „Fleabag”, care s-a clasat pe locul 78 în Regatul Unit. În noiembrie 2021, s-a anunțat că Yungblud va lansa primul său scurtmetraj bazat pe piesa lui din 2020 „Mars”. Filmul este o colaborare între Mercury Studios și Interscope Films și se concentrează pe unul dintre fanii cântărețului, pe nume Charlie Acaster, care se străduia să-și convingă părinții că este transgender. Pe 11 martie 2022, Yungblud și-a lansat single-ul „The Funeral⁠(d)”, însoțit de videoclipul muzical, lansat pe YouTube, cu Sharon Osbourne și Ozzy Osbourne în rolurile principale. „Memories”, cu cântăreața americană Willow, a fost al doilea single, lansat pe 6 mai 2022. Videoclipul single-ului a fost lansat pe YouTube în aceeași zi, cu o apariție a YouTuberului și streamerulului pe Twitch Valkyrae⁠(d).
Harrison a dezvăluit coperta și data lansării celui de-al treilea album de studio pe 17 mai, în timpul unui livestream. „Don’t Feel Like Feeling Sad Today” a fost al treilea single, lansat pe 29 iunie 2022. „Tissues⁠(d)” a fost cel de-al patrulea single, lansat pe 30 august 2022, cântecul incluzând părți din „Close to Me⁠(d)” a formației The Cure. Al treilea album de studio, Yungblud⁠(d), a fost lansat pe 2 septembrie 2022.

### 2023-prezent: „Lowlife”,YB4
Yungblud a început să facă aluzii la o nouă melodie și o nouă eră pe 30 mai 2023, când le-a trimis fanilor scrisori prin poștă în care le dădea instrucțiuni către o locație în care să meargă în trei locuri diferite: Los Angeles, Londra și Rock am Ring Germania. Fanii din acele locuri au găsit câte o mașină vopsită cu spray cu cuvântul „Lowlife” pe ea și li sa permis să audă un fragment din noua melodie cu acest titlu. „Lowlife” a fost lansată pe 7 iunie 2023.
Pe 29 martie 2024, Yungblud a lansat „Abyss”, un cântec folosită ca temă muzicală de deschidere pentru serialul anime Kaiju No. 8⁠(d).
Pe 12 martie 2025, Yungblud a anunțat că va lansa primul single, „Hello Heaven, Hello”, de pe viitorul al patrulea album de studio. Pe 18 martie 2025, single-ul a fost lansat, însoțit de un videoclip muzical pe Youtube.

## Activism
Pe 24 martie 2018, Yungblud a participat la mitingul March for Our Lives⁠(d), un miting demonstrativ condus de studenți împotriva violenței cu armele. El a transmis în direct evenimentul. Pe 30 mai 2020, a participat la protestele cauzate de moartea lui George Floyd, pentru Black Lives Matter din California. El și Halsey au ajutat la acordarea primului ajutor unora dintre protestatari.
În septembrie 2021, Yungblud s-a numărat printre cei câțiva cântăreți și compozitori care și-au exprimat opoziția față de Lege bătăilor de inimă din Texas⁠(d) prin care se interzicea avortul în Texas după aproximativ șase săptămâni de sarcină⁠(d), afirmând că „dreptul la corpul tău este al tău și numai al tău. Mă îngrețoșează și mă dezgustă foarte mult că sunt unii care stau acolo și le iau altora acea alegere și acel drept”.
Pe 24 septembrie 2022, în timpul spectacolului său de la Festivalul de Muzică Firefly⁠(d) din Dover, Delaware, Yungblud a vorbit despre moartea Mahsei Amini și și-a exprimat sprijinul pentru protestele și tulburările civile iscate în Iran din acea cauză.

## Influențe
În ce privește artiștii care l-au influențat, Harrison a făcut referire la mai mulți artiști rock, pop și hip hop precum Arctic Monkeys și Alex Turner, The Beatles, The Cure și Robert Smith⁠(d), Nirvana, Avril Lavigne, The Clash, Soundgarden, My Chemical Romance, Marilyn Manson, Lady Gaga, Lorde, Post Malone, Kanye West, Eminem și Katy Perry. A numit și cântăreți soliști precum Freddie Mercury, Mick Jagger, Elton John, precum și Sex Pistols, Chrissie Hynde⁠(d) și Siouxsie Sioux⁠(d) de la Siouxsie and the Banshees.

## Viața personală

### Probleme de sănătate
În august 2018, a postat pe Twitter că are insomnie. În februarie 2020, a vorbit cu Evening Standard și a spus că a încercat să se sinucidă de două ori după ce a trecut printr-o serie de evenimente pozitive și negative în cariera sa.

### Relații și sexualitate
El s-a descris ca având o sexualitate fluidă într-un interviu pentru Attitude⁠(d) în august 2019. Într-un alt interviu acordat revistei în decembrie 2020, el s-a descris ca fiind pansexual și poliamoros.
A fost într-o relație de câteva luni cu cântăreața americană Halsey; ea a confirmat despărțirea lor în octombrie 2019. Aproape un an mai târziu, pe podcastul lui Jessie Ware⁠(d), Table Manners, în noiembrie 2020, Yungblud a spus că s-au despărțit pentru că funcționează mai bine ca prieteni.
Harrison a anunțat în iunie 2021 că se întâlnește cu cântăreața și designera de modă americană Jesse Jo Stark⁠(d).

## Discografie
Albume de studio
- 21st Century Liability⁠(d) (2018)
- Weird!⁠(d) (2020)
- Yungblud⁠(d) (2022)
- Idols⁠(d) (2025)

## Filmografie
| An   | Titlu                         | Rol       | Note                 | Ref.   |
| ---- | ----------------------------- | --------- | -------------------- | ------ |
| 2019 | Lonely Together: A Short Film | El însuși | Scurtmetraj          | [ 80 ] |
| 2022 | Mars                          | N/A       | Regizor, scurtmetraj | [ 81 ] |

| An   | Titlu                                 | Rol       | Note                              | Ref.   |
| ---- | ------------------------------------- | --------- | --------------------------------- | ------ |
| 2015 | Emmerdale⁠(d)                          | Matt      | 1 episod                          | [ 82 ] |
| 2016 | The Lodge⁠(d)                          | Oz        | 6 episoade                        | [ 82 ] |
| 2021 | From the Top: Olympians and Rockstars | El însuși | Episodul: „Sky Brown și Yungblud” | [ 82 ] |

## Premii și nominalizări
| An   | Premiul                      | Categorie                        | Lucrare                                  | Rezultat     |
| ---- | ---------------------------- | -------------------------------- | ---------------------------------------- | ------------ |
| 2019 | Premiile NME⁠(d)              | Cel mai bun videoclip muzical    | „Original Me” (împreună cu Dan Reynolds) | Câștigat     |
| 2019 | Premiile NME⁠(d)              | Cea mai bună colaborare          | „Original Me” (împreună cu Dan Reynolds) | Nominalizare |
| 2019 | Premiile NME⁠(d)              | Cel mai bun artist solo britanic | Activitate generală                      | Nominalizare |
| 2019 | Premiile NME⁠(d)              | Cel mai bun artist solo din lume | Activitate generală                      | Nominalizare |
| 2020 | MTV Video Music Awards⁠(d)    | Cel mai bun artist nou⁠(d)        | Activitate generală                      | Nominalizare |
| 2020 | MTV Europe Music Awards⁠(d)   | Cel mai bun artist nou⁠(d)        | Activitate generală                      | Nominalizare |
| 2020 | MTV Europe Music Awards⁠(d)   | Cel mai bun artist Push⁠(d)       | Activitate generală                      | Câștigat     |
| 2020 | Premiile revisteiAttitude⁠(d) | Gamechanger                      | Activitate generală                      | Câștigat     |
| 2021 | Premiile BRIT⁠(d)             | Artist solo britanic masculin⁠(d) | Activitate generală                      | Nominalizare |
| 2022 | Premiile O2 Silver Clef      | Cel mai bun artist live          | Activitate generală                      | Câștigat     |
| 2022 | Los 40 Music Awards⁠(d)       | Cel mai bun artist internațional | Activitate generală                      | Câștigat     |